# Tabanus nigripes
Tabanus nigripes är en tvåvingeart som beskrevs av Christian Rudolph Wilhelm Wiedemann 1821. Tabanus nigripes ingår i släktet Tabanus och familjen bromsar. Inga underarter finns listade i Catalogue of Life.